# 蜂窝数字分组数据
蜂窝数字分组数据（英語：Cellular Digital Packet Data，简称CDPD），是一种使用AMPS模拟蜂窝电话系统800MHz和900MHz信道上未被使用的带宽来进行数据传送的系统。
CDPD可以达到19.2 Kbit/s的速率，1990年代初期，它被认为是一个未来的技术，然而它没有竞争过速率较慢却更廉价的Mobitex和DataTac系统，未能在更快速的GPRS商用前占据市场。
CDPD只有十分有限的服务。AT&T在美国第一个以PockerNet为品牌推出CDPD服务，它是第一个商用的无线网络服务。一家名为Omnisky的公司为Palm V提供服务。Cingular Wireless后来将CDPD作为其无线互联网品牌之一提供服务（不要与Wifi、GPRS、EDGE混淆）。
PocketNet通常被认为未能击败2G服务（例如Sprint的无线网络服务）。在4个手机被发表后（两个松下手机、一个三菱手机和爱立信R289LX），AT&T最终停止了新产品的发布。
尽管提供给大众的CDPD服务成效不佳，CDPD还是被一定数量的企业和政府使用。它是最受欢迎的提供给遥测装置的第一代无线数据解决方案。
2004年，主要运营商在美国宣布计划关闭CDPD服务。2005年7月， AT&T和Cingular的CDPD网络被关闭。

## 参看
- AMPS
- GPRS